# シャモニー＝モン＝ブラン
シャモニー＝モン＝ブラン（Chamonix-Mont-Blanc）はフランス東部、オート＝サヴォワ県のコミューン。モンブランの麓にある標高1036mの登山とスキーのリゾート地である。日本では単にシャモニーと表記する場合が多い。

## 概要
シャモニーはモンブランから続くモンブラン山群のふもとの渓谷の町で、後にジュネーヴ近くでローヌ川に合流するアルヴ川に面していて、世界でも有数のスキーリゾートとして観光客を集めている。
1786年8月8日にモンブランが初登頂されてから、現在の登山というスポーツが始まったとされているため、登山発祥の地として登山家の聖地とも呼ばれている。
1924年に開催された冬季オリンピックの第1回大会、シャモニーオリンピックがここで開催された。そのためシャモニーは冬季オリンピック発祥の地と呼ばれる。
モンブランが西ヨーロッパ最高峰であるため、多くの登山家がここから山頂を目指した。各種クライミング、エクストリームスキー、パラグライダー、ラフティング、キャニオニング、マウンテンバイク、ウルトラトレイル（UTMB）など、その他の厳しい山岳スポーツの中心地でもある。

## 観光スポット
- エギーユ・デュ・ミディ展望台

シャモニーからロープウェイで標高3777mに達し、さらにエレベーターで標高3842mの山頂の下にある展望台まで行き、モンブランやシャモニー渓谷を眺められる。ロープウェイを乗継ぎ、イタリア側の谷クールマイユールへ至る。
- メール・ド・グラース氷河
- モンタンヴェール鉄道

## 姉妹都市
- マルティニー、スイス
- ダヴォス、スイス
- アオスタ、イタリア
- クールマイユール、イタリア
- ガルミッシュ＝パルテンキルヒェン、ドイツ
- アスペン、アメリカ合衆国
- 富士吉田市、日本

## その他
- シャモニー(ウィスラー)・アイスレース、ラリー・ド・シャモニー

アイスレースは氷上耐久レースとして古くから知られ、1970年代〜ランチア・ストラトス、アウディ・クワトロ等の戦歴を記した販促映像等でもしばしば登場し、
PS2ゲーム「グランツーリスモ4」では、伝統のローカルレースであるラリーコースとして両競技車共に収録されている。

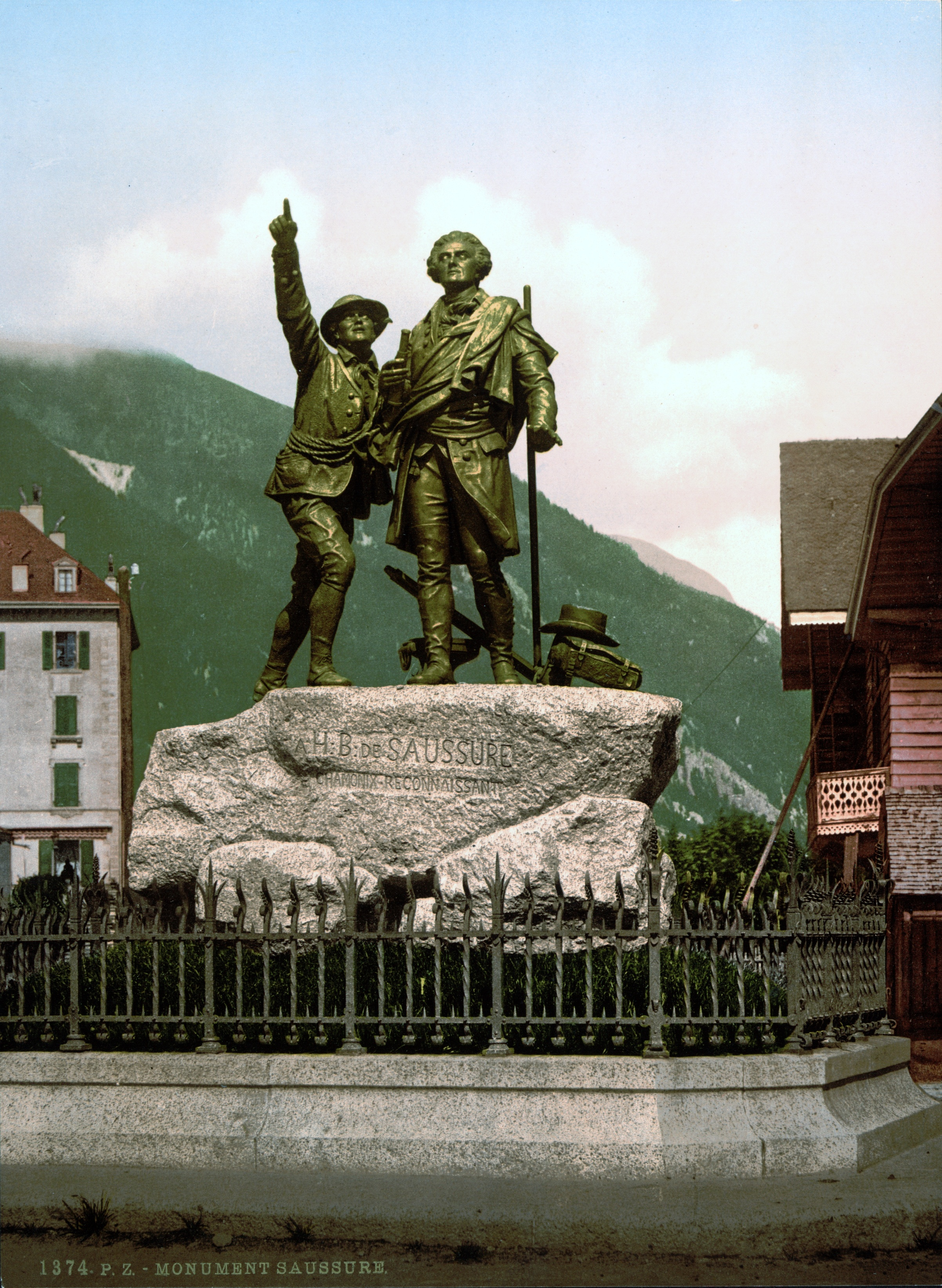
モンブランを指差す
ド・ソシュールとバルマの碑

## シャモニーの風景

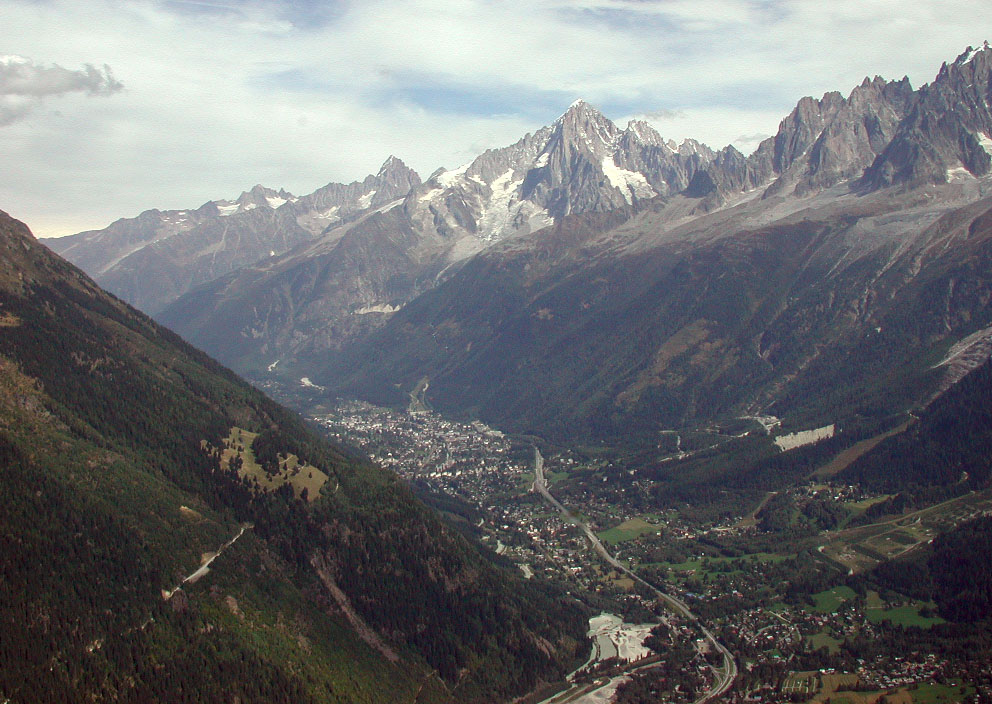
シャモニー渓谷を南から見る
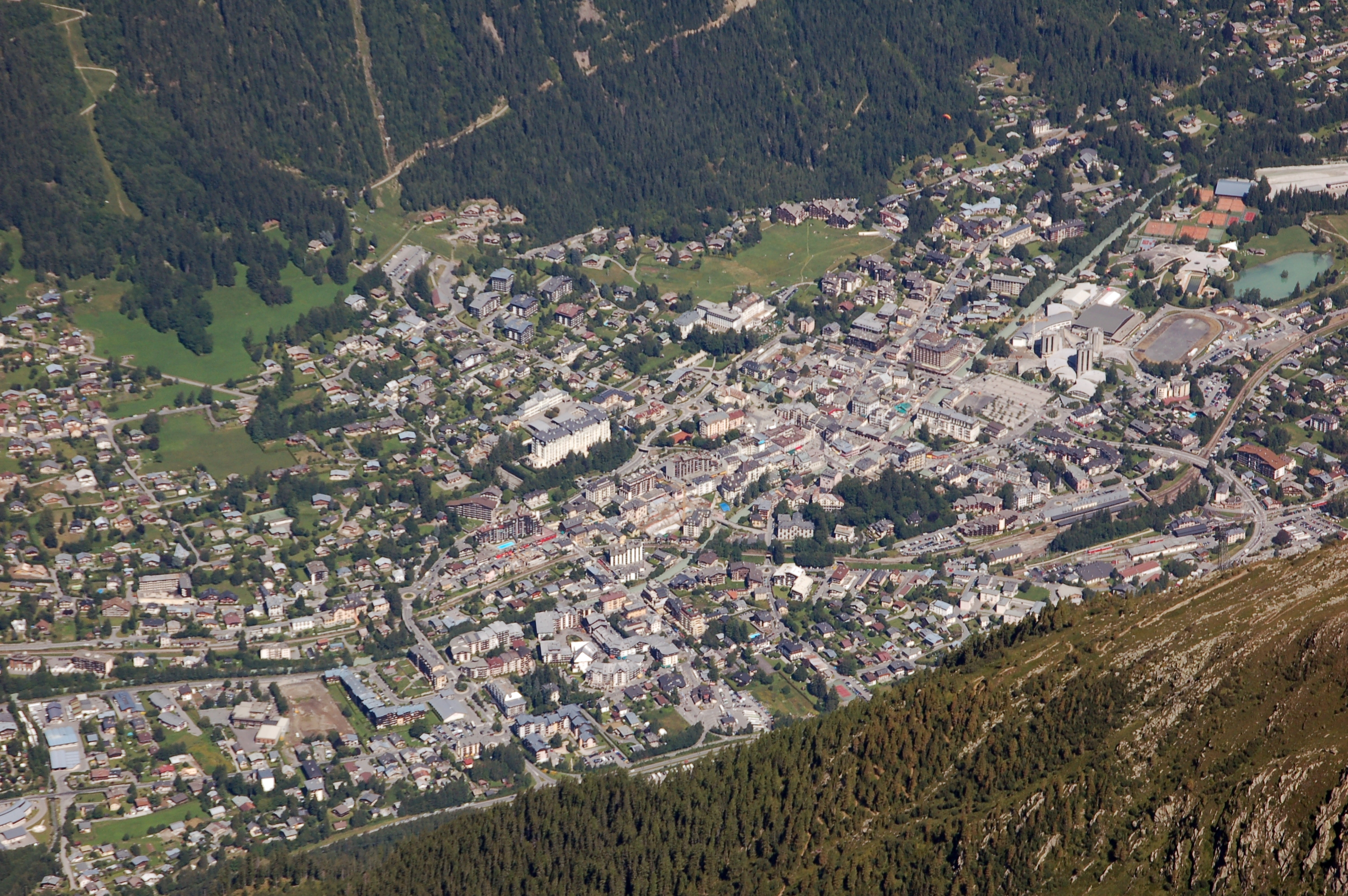
エギーユ・デュ・ミディより見る街並
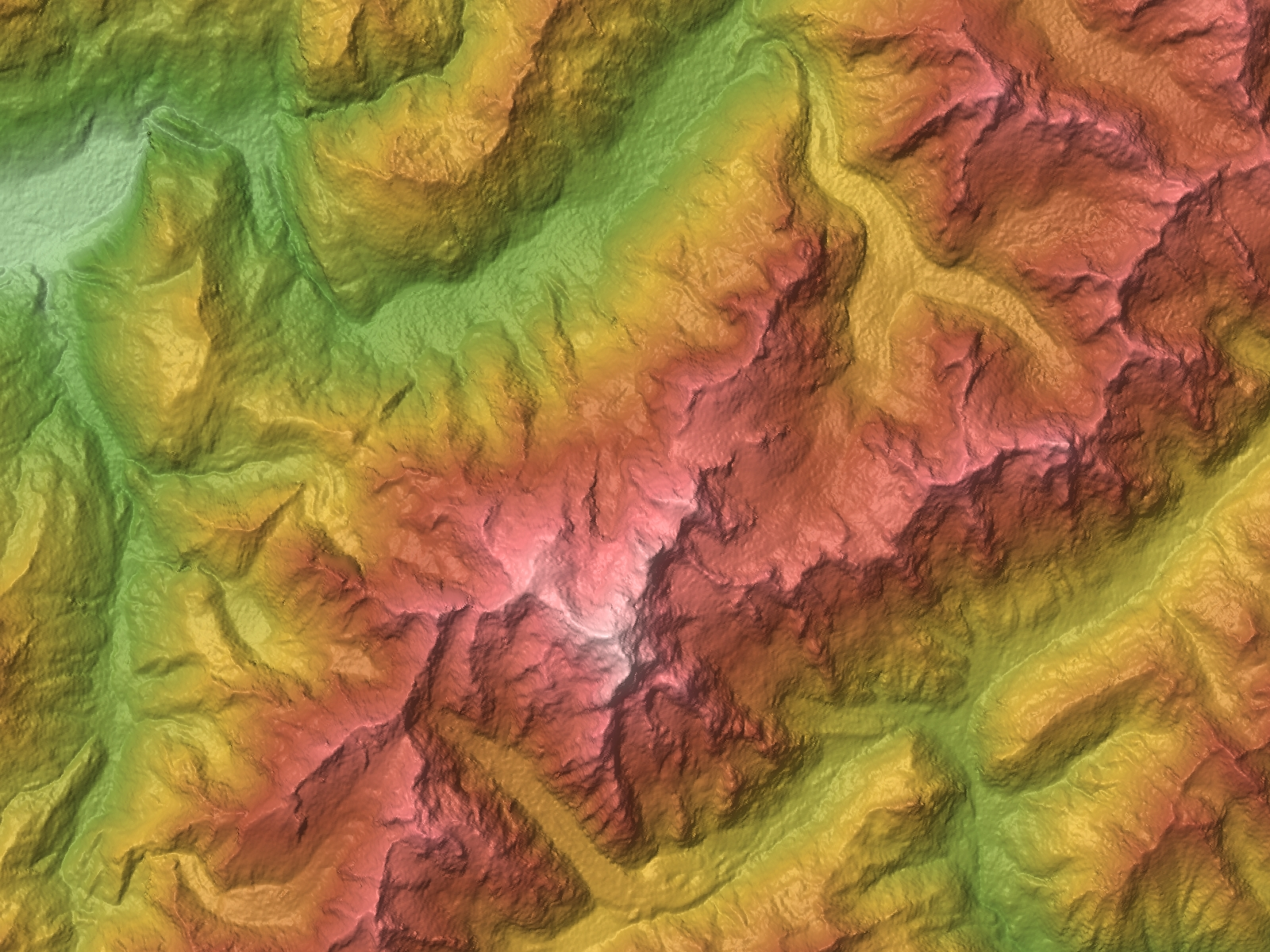
モンブラン周辺の地形図。シャモニー渓谷は上の谷
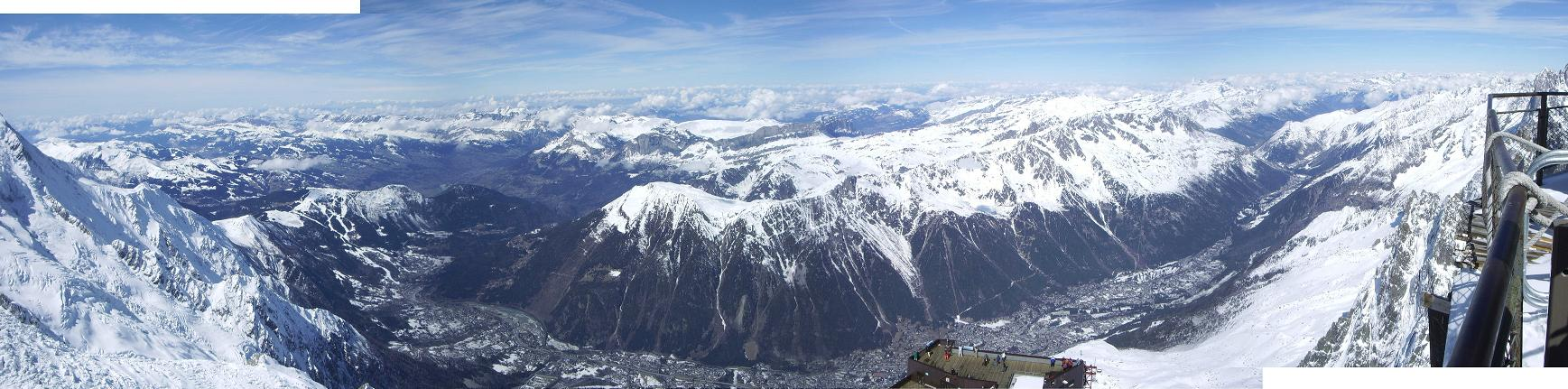
エギーユ・デュ・ミディより見るシャモニー渓谷